# Жюрк
Жюрк (фр. Jurques) — коммуна во Франции, находится в регионе Нижняя Нормандия. Департамент коммуны — Кальвадос. Входит в состав кантона Оне-сюр-Одон. Округ коммуны — Вир.
Код INSEE коммуны — 14347.

## Население
Население коммуны на 2010 год составляло 667 человек.
| 1962 | 1968 | 1975 | 1982 | 1990 | 1999 | 2010 |
| ---- | ---- | ---- | ---- | ---- | ---- | ---- |
| 625  | 581  | 536  | 475  | 522  | 559  | 667  |

## Экономика
В 2010 году среди 456 человек трудоспособного возраста (15—64 лет) 341 были экономически активными, 115 — неактивными (показатель активности — 74,8 %, в 1999 году было 73,9 %). Из 341 активных жителей работали 314 человек (166 мужчин и 148 женщин), безработных было 27 (11 мужчин и 16 женщин). Среди 115 неактивных 34 человека были учениками или студентами, 48 — пенсионерами, 33 были неактивными по другим причинам.